# Juana de Brabante
Juana de Brabante (Bruselas, 24 de junio de 1322 - Bruselas, 1 de noviembre de 1406) fue duquesa de Brabante y de Limburgo de 1355 a 1406. Hija de Juan III de Brabante, duque de Brabante y Limburgo, y de María de Évreux.

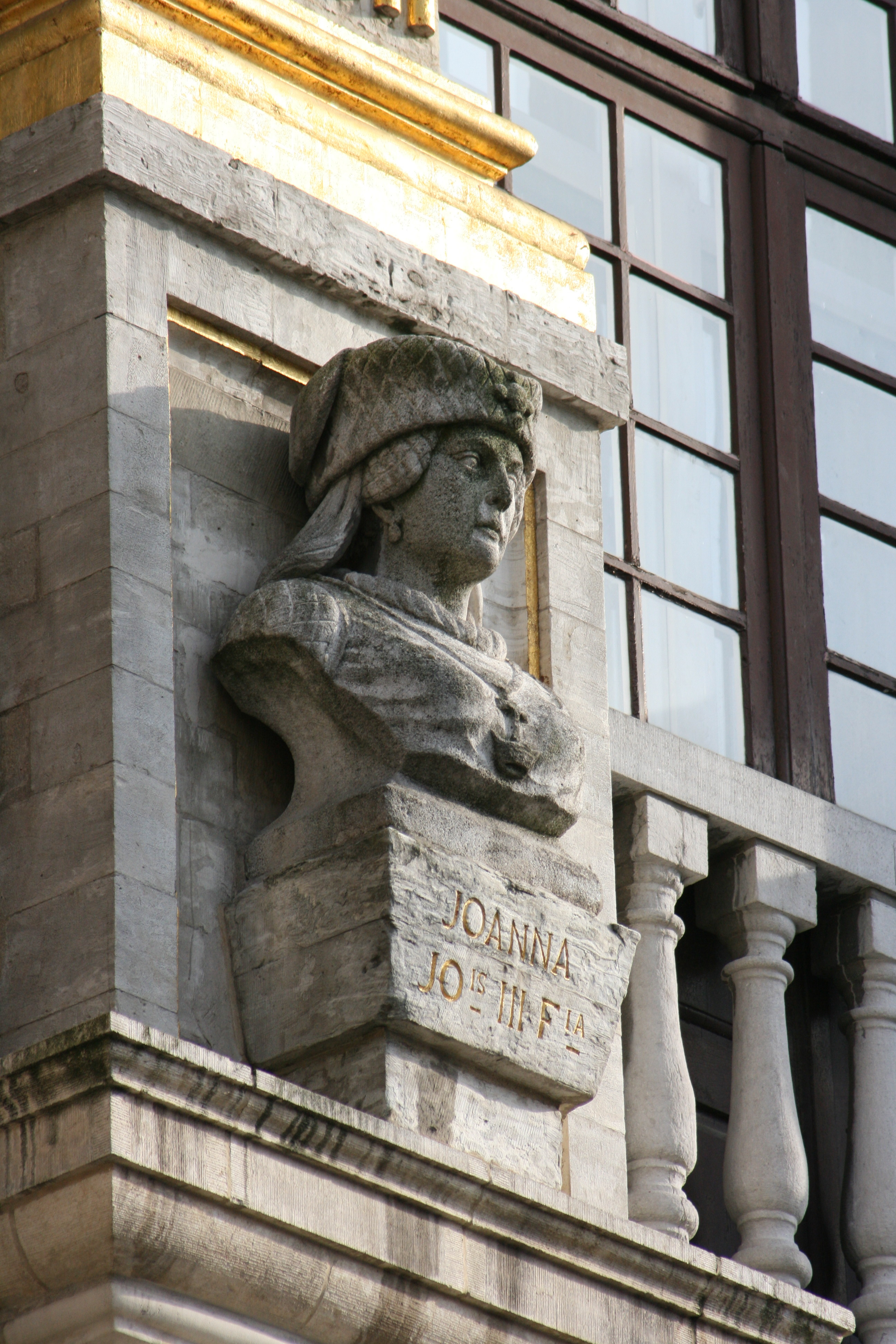
Juana, duquesa de Brabante, Maison des Ducs de Brabant, Grand-Place de Bruselas

## Matrimonios
En primeras nupcias se casó en 1334 con Guillermo II de Henao (1307-1345), conde de Henao y de Holanda. Tuvo un hijo que murió joven.
Viuda, se volvió a casar en marzo de 1352 con Venceslao I de Luxemburgo, I de Bohemia (1337 † 1383), duque de Luxemburgo. Su padre falleció en diciembre de 1355. En enero de 1356, la joyeuse entrée de Brabante  fue promulgada para mantener el ducado unido y evitar la partición entre los hijos de Juan III. Juana deviene duquesa de Brabante.  Luis de Male, conde de Flandes, casado con Margarita de Brabante, hija menor de Juan III, protesta y atacó Brabante. Con el apoyo del emperador Carlos IV de Luxemburgo (hermano mayor de Venceslao), Juana logró hacer valer sus derechos y preservar el ducado.
Fue bajo su reinado cuando los talleres Vilvoorde crearon las monedas de oro más grandes de la época: El carnero de Oro (Mouton d'or), que tenía un diámetro de tres centímetros.
Sin hijos de sus dos matrimonios, nombra sucesor a su sobrino Antonio de Borgoña. Juana fue inhumada en el mausoleo de la iglesia de los carmelitas de Bruselas.